# Биньхай (Тяньцзинь)
Новый район Биньха́й (кит. упр. 滨海新区, пиньинь Bīnhăi xīnqū) — район городского подчинения города центрального подчинения Тяньцзинь (КНР), создан как Новый район Китая. Расположен на побережье Бохайского залива, в устье реки Хайхэ.

## География
Биньхай расположен на западном побережье Бохайского залива и в восточной части Тяньцзиня. Береговая линия составляет 153 км, на территории района расположены 700 км² озёр и заболоченных земель, а также 1200 км² засоленных пустошей. Вдоль берега проводятся масштабные намывные работы, поэтому площадь суши постоянно увеличивается.
На территории Биньхая и в прибрежных водах района имеются большие запасы нефти и природного газа. Вдоль побережья Бохайского залива ведётся промышленная добыча морской соли. Климат влажный континентальный, среднегодовая температура составляет 12,1 °C (в июле средняя температура составляет 26,2 °C, в январе — минус 4,5 °C). Среднегодовое количество осадков составляет 537 мм; июль является самым влажным месяцем года.
Биньхай граничит с пятью районами Тяньцзиня — Цзинхай, Сицин, Цзиньнань, Дунли и Нинхэ. Кроме того, на северо-востоке он граничит с районом Фыннань городского округа Таншань (Хэбэй), а на юге — с городским округом Цанчжоу (Хэбэй).

## История
В эпоху династии Мин в устье реки Хайхэ была построена первая крепость для защиты Тяньцзиня. Во время Опиумных войн здесь были возведены крепости Дагу — фортификационная система, состоявшая из пяти больших и двадцати малых крепостей. Вокруг них произошло несколько ожесточённых сражений, в том числе в 1858 году, 1859 году, 1860 году и 1900 году.
20 сентября 1900 года здесь состоялась битва за Бэйтан между войсками Альянса восьми держав и армией Цинской империи. 31 мая 1933 года здесь было заключено перемирие Тангу между Японской империей и Китайской республикой. В 1964 году в Дагане были построены одноимённые нефтепромыслы, ставшие третьими нефтепромыслами после образования КНР (вслед за месторождениями Дацин в Хэйлунцзяне и Шэнли в Шаньдуне).
С 1984 года эта приморская территория Тяньцзиня имела статус особой экономической зоны, а в марте 2006 года она была включена в список объектов национальной стратегии развития Китая. Официально Новый район Биньхай был образован в ноябре 2009 года путём слияния трёх бывших районов Тяньцзиня — Тангу, Ханьгу и Дагана.
В августе 2015 году на территории района произошли мощные взрывы, в результате которых более 170 человек погибло и около 800 получили ранения. В 2016 году ВРП Биньхая составил 1,231 трлн юаней (Биньхай стал первым из подобных районов государственного уровня, чей ВРП превысил 1 трлн юаней), а объём инвестиций в основные фонды достиг 460,9 млрд юаней.

## Население
По состоянию на 2018 год в районе проживало 2,97 млн человек, плотность населения составляла более 1,3 тыс. человек на кв. км.
Высокоурбанизированная территория Биньхая расположена между устьями рек Хайхэ и Цзиюньхэ (Бэйтан, Синьбэй, Синьхэ, Тангу и Дагу).
Значительную часть населения Биньхая составляют трудовые мигранты из соседних провинций Хэбэй, Шаньдун, Ляонин, Гирин и Хэйлунцзян.

## Административное деление
Новый район Биньхай делится на 13 уличных комитетов и пять посёлков:
Уличные комитеты
- Бэйтан (Beitang, 北塘街道)
- Гулинь (Gulin, 古林街道)
- Даган (Dagang, 大港街道)
- Дагу (Dagu, 大沽街道)
- Синьбэй (Xinbei, 新北街道)
- Синьхэ (Xinhe, 新河街道)
- Тангу (Tanggu, 塘沽街道)
- Хайбинь (Haibin, 海滨街道)
- Ханчжоу (Hangzhou, 杭州道街道)
- Ханьгу (Hangu, 汉沽街道)
- Хуцзяюань (Hujiayuan, 胡家园街道)
- Чадянь (Chadian, 茶淀街道)
- Чжайшан (Zhaishang, 寨上街道)

Посёлки
- Синьчэн (Xincheng, 新城镇)
- Сяованчжуан (Xiaowangzhuang)
- Тайпин (Taiping, 太平镇)
- Чжунтан (Zhongtang, 中塘镇)
- Янцзябо (Yangjiabo, 杨家泊镇)

## Экономика
Биньхай является одним из главных внешнеторговых, логистических, промышленных, финансовых и научно-исследовательских центров Бохайского экономического кольца. На северо-западе района сохранились сельскохозяйственные земли, где выращивают рис, овощи, фрукты и виноград, а также разводят морепродукты; на юге сконцентрированы портовые причалы и промышленные предприятия. Вдоль побережья развиты рыболовство, добыча нефти, природного газа и морской соли.
На территории нового района Биньхай расположены Тяньцзиньский порт, Тяньцзиньская зона экономического и технического развития, пилотная зона свободной торговли, производственная база морского нефтегазопромыслового оборудования, автосборочные заводы FAW Group и Toyota, заводы автокомплектующих Denso, Hyundai Mobis, Muramoto Industry и Tokai Rika, авиационный завод компании Airbus, нефтехимические заводы Shell, BP и Sinopec (в том числе совместное предприятие Sinopec и SABIC), фармацевтические фабрики GlaxoSmithKline и Servier, судостроительные и судоремонтные заводы China State Shipbuilding Corporation (Xingang Shipyard, Xinhe Shipyard и Lingang Shipbuilding), China Communications Construction Company (CCCC Bomesc Maritime и Tianjin Marine Engineering Shipyard), CNOOC (CNOOC Bohai Oil Heavy Industry и CNOOC Engineering Offshore), Tianjin City Shipyard, пищевые фабрики Tingyi Holding, химические и металлургические заводы, текстильные, швейные, обувные, бумажные и мебельные фабрики, фабрики по производству электроники, бытовой техники и строительных материалов, офшорные нефтегазовые месторождения «Бохай» компании China National Offshore Oil Corporation и «Даган» компании PetroChina (PetroChina Dagang Oilfield Company), кластер подземных хранилищ газа PetroChina, множество логистических центров и складов, предприятия по очистке сточных вод.
Важное значение имеет деловой туризм. В районе расположены Биньхайский международный центр выставок и конгрессов, отели сетей Sheraton, Marriott, Renaissance, Holiday Inn, The Ascott. Активно развиваются телекоммуникации и информационные технологии, в том числе интернет вещей и беспилотные автомобили.

### Энергетика
В районе активно развиваются солнечная, ветряная и геотермальная энергетика, имеются угольная электростанция China Energy Investment Corporation в Бэйтане, угольная электростанция State Development and Investment Corporation в Ханьгу и газовая электростанция.

### Недвижимость
С конца 1990-х годов в Биньхае наблюдается строительный бум, здесь ежегодно возводят значительные объёмы жилой, офисной, гостиничной и торговой недвижимости. Одной из главных причин бурного развития района стал перенос сюда многих предприятий, институтов и офисов из Пекина и Хэбэя. Среди крупнейших проектов — 97-этажный небоскрёб Tianjin CTF Finance Centre (510 м), жилой и деловой район Китайско-сингапурский Тяньцзиньский Эко-город на 350 тыс. жителей, финансовый район Юцзяпу и деловой район Сянловань, в которых сосредоточены офисы банков и корпораций, жилой район Vanke Harbor City.

### Зонирование
В районе Биньхай расположено несколько промышленных, логистических, финансовых, бондовых, научно-технических и туристических зон:
- Тяньцзиньская зона экономического и технического развития (TEDA)
- Зона передового производства
- Промышленная зона развития высоких технологий
- Промышленная зона морского порта
- Логистическая зона морского порта
- Бондовая зона порта Тяньцзинь
- Бондовая портовая зона Дунцзян
- Комплексная бондовая зона нового района Биньхай
- Промышленная зона Наньган
- Промышленная зона Даган
- Финансовый район Юцзяпу
- Деловой район Сянловань
- Научно-технический парк Биньхай-Чжунгуаньцунь
- Прибрежная зона отдыха и туризма
- Китайско-сингапурский Эко-город

## Транспорт

### Железнодорожный
Вокзал Тангу, впервые открытый в 1888 году и затем полностью перестроенный в 1981 году, обслуживает железную дорогу Тяньцзинь — Шаньхайгуань (Цзиншань), железную дорогу Тангу и скоростную междугородную линию Пекин — Тяньцзинь.
Железнодорожные вокзалы Биньхай-Западный (Биньхайси) и Биньхай-Северный (Биньхайбэй), открытые в декабре 2013 года, обслуживают скоростную линию Тяньцзинь — Циньхуандао и скоростную междугороднюю линию Пекин — Биньхай (Цзинбинь).
Подземный вокзал Биньхай, открытый в 2015 году в финансовом районе Юцзяпу, обслуживает две междугородние скоростные линии: Пекин — Тяньцзинь и Тяньцзинь — Баодин. Вокзал спроектирован международными компаниями Skidmore, Owings & Merrill и Arup Group.
Важное значение имеют грузовые поезда, связывающие Биньхай с Центральной Азией и Европой (экспорт стройматериалов, автомобилей, бытовой электроники, аккумуляторов, солнечных панелей). Первый контейнерный поезд отправился из Биньхая в Европу в 2016 году.
С железнодорожной станции контейнерного терминала Синьганбэй грузовые поезда следуют в Россию и Центральную Азию.

### Метро
Биньхай обслуживает несколько линий Тяньцзиньского метрополитена, которыми управляет Tianjin Binhai Mass Transit Development Co. (дочерняя компания Tianjin Rail Transit Group Corporation).
- Линия 9 (Хэдун — Дунхай)
- Линия B1 (Хуанган — Яньтянь)
- Линия Z4 (Ханьгу — Синьчэн)

### Трамвай
В 2007 году в районе открылась скоростная трамвайная линия, также находящаяся под управлением Tianjin Binhai Mass Transit Development Co.

### Автомобильный
Через Биньхай проходит 11 скоростных автомагистралей (в том числе 5 национальных и 6 провинциальных), 3 национальных шоссе и несколько шоссе провинциального и уездного уровня.
- G0111 (Циньхуандао — Биньчжоу)
- G0211 (Тяньцзинь — Шицзячжуан)
- G25 (Чанчунь — Шэньчжэнь)
- Годао 103 (Пекин — Биньхай)
- Годао 228 (Даньдун — Дунсин)
- Годао 336 (Биньхай — Шэньму)
- S3 (Тяньцзинь — Тангу)
- S40 (Пекин — Тангу)

### Морской
Вдоль побережья залива Бохайвань расположены многочисленные причалы, контейнерные площадки, склады, нефте- и газохранилища Тяньцзиньского порта — девятого по величине контейнерного порта мира. Порт состоит из восьми портовых зон — Ханьгу, Бэйтан, Дунцзян, Бэйцзян, Наньцзян, Дагукоу, Гаошалин и Наньган, а также круизного терминала. В 2018 году грузооборот Тяньцзиньского порта превысил 500 млн тонн, а объём контейнерных перевозок превысил 16 млн стандартных контейнеров.
Портом управляет оператор Tianjin Port Group, подконтрольный правительству Тяньцзиня. На территории порта расположены нефтяные, газовые и химические терминалы компаний Sinopec, Shell, ExxonMobil, Vopak, Stolt-Nielsen, Sinochem Holdings, China Logistics Group / China Railway Materials Group, China National Offshore Oil Corporation и Tianjin Gas; угольные терминалы компаний China Shenhua Energy и Huaneng Power International; контейнерные терминалы компаний China COSCO Shipping, Sinotrans, China International Marine Containers (CIMC) / Zhenhua Logistics Group, China Minmetals, China Logistics Group / Zhongchu Development, CMA CGM / American President Lines, MSC, Maersk и HMM; зерновые и масличные терминалы компании COFCO Group.
Важное значение имеют импорт сжиженного природного газа Австралии, России, Индонезии, Малайзии и Сингапура; железной руды из Австралии и Бразилии; замороженного мяса из Австралии и Бразилии; фруктов и овощей из Юго-Восточной Азии и Латинской Америки.

### Воздушный
Имеется два небольших аэропорта, которыми пользуются самолёты и вертолёты деловой авиации порта и нефтяных компаний: аэропорт Тангу и Биньхайский восточный хелипорт.

## Наука и образование
В Биньхае базируются:
- Тяньцзиньский научно-технический университет;
- Биньхайский колледж Нанькайского университета;
- Тяньцзиньская Джульярдская школа (консерватория);
- Национальный суперкомпьютерный центр Тяньцзиня[англ.];
- Тяньцзиньский морской профессиональный институт;
- Биньхайский профессиональный колледж;
- Профессионально-технический колледж TEDA;
- Глобальная академия TEDA;
- Тропический ботанический сад TEDA.

Также в районе имеются научно-исследовательские и облачные центры компаний Tencent, Baidu, Huawei и JD.com. В ноябре 2016 года был основан научно-технический парк Биньхай-Чжунгуаньцунь (робототехника, беспилотные летательных и подводные аппараты).

## Здравоохранение
- Больница Тяньцзиньского порта
- Сердечно-сосудистая больница TEDA
- Клиника TEDA Тяньцзиньского медицинского университета
- 5-я Тяньцзиньская больница

## Культура
В районе расположен Биньхайский культурный центр, в состав которого входят Биньхайская библиотека, Центр исполнительских искусств, Музей современного искусства и Музей современного города и промышленных открытий, соединённые между собой стеклянными коридорами. Также в Биньхае находятся библиотека TEDA, Китайско-сингапурская библиотека дружбы, Национальный морской музей, Океанский музей (Tianjin Ecology City Ocean Museum), музей форта Дагукоу.
В парке Хэбинь расположено несколько музеев — художественной каллиграфии, природных камней и синологии.

## Достопримечательности
- Биньхайский тематический парк авианосцев, в котором выставлен авианесущий крейсер «Киев»[45][46]
- Тяньцзиньский полярный океанариум (Tianjin Haichang Polar Ocean World)
- Пляж Дунцзянвань (крупнейший искусственный пляж в Китае)

## Спорт
В Биньхае расположен стадион TEDA на 37 тыс. мест, который служит домашней ареной футбольного клуба «Тяньцзинь Цзиньмэнь Тайгер».

## Галерея
- Финансовый район Юцзяпу
- Деловой район Сянловань
- Жилая застройка в зоне TEDA
- Футбольный стадион TEDA
- Штаб-квартира TEDA
- TEDA Plaza
- TEDA Plaza
- TEDA Plaza
- Торговый центр
- Архив TEDA
- Библиотека TEDA
- Библиотека TEDA
- Офис China Unicom
- Клуб нефтяников
- Бассейн нефтяников
- Диспечерский центр железной дороги
- Национальный суперкомпьютерный центр Тяньцзиня
- Форт Дагукоу
- Вокзал Биньхай-Западный
- Вокзал Биньхай
- Вокзал Биньхай-Северный
- Станция метро TEDA